# Cairo creștin

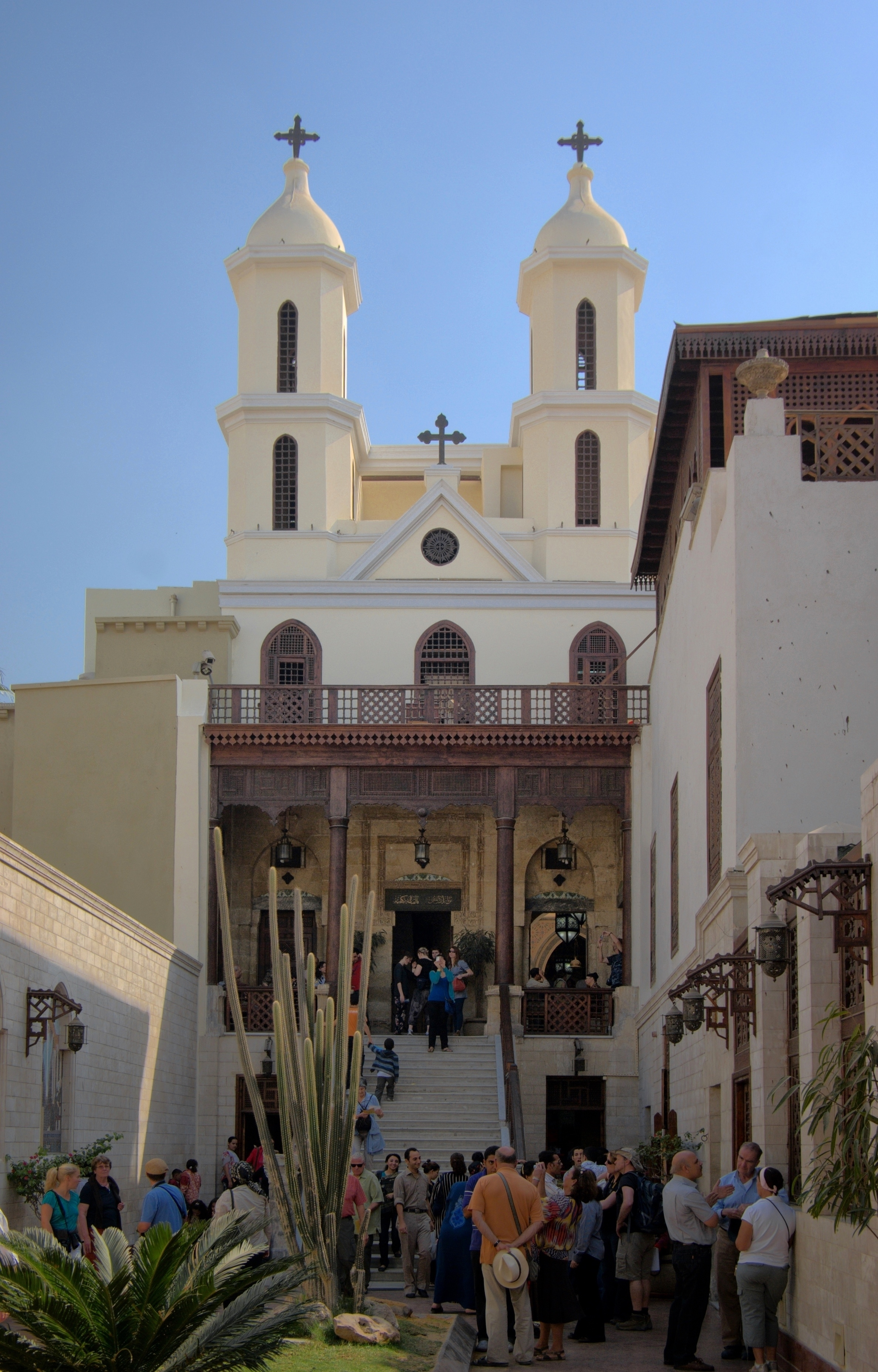
Biserica Sfânta Maria din Cairo, una dintre cele mai vechi și mai celebre biserici din Cairo.

Cairo creștin sau Cairo coptic este aceea parte din centrul vechi al orașului Cairo ce corespunde perioadei antice, și cuprinde faimoasele biserici și ruine romane de la sfârșitul Antichității.

## Istorie
Conform săpăturilor arheologice, pe locul orașului Cairo, construit prin secolul al X-lea d.Hr, a existat o mică cetate construită de perși în secolul al VI-lea î.Hr. Cetatea a fost numită Babilon, după vechea cetate din Mesopotamia, și conform tradiției aici s-ar fi refugiat Sfânta Familie de persecuțiile lui Irod cel Mare. Tot tradiția ne spune că Sfântul Marcu, odată devenit patriarh al Alexandriei, deși adepții săi erau încă persecutați de romani, a  venit în zona aceasta și a încercat să convertească populația păgână la creștinism. 
Comunitățile creștine din Egipt se tot răspândeau și au izbucnit multe revolte, iar persecuțiile au continuat mai ales în vremea împăratului Dioclețian (284-305 d.Hr). În anul 313, prin Edictul de la Milano, împăratul Constantin cel Mare a recunoscut religia creștină în imperiu, iar în 391 împăratul Teodosiu I interzice cultele păgâne și proclamă creștinismul ca fiind religie de stat. Din ordinul împăratului Arcadius se construiesc mai multe biserici în vechea cetate egipteană.
În anul 451, în urma unor neînțelegeri teologice, Biserica Egipteană se desparte de Biserica Imperială. Acest lucru a cauzat numeroase persecuți din partea statului roman, până în secolul al VII-lea când arabii musulmani cuceresc Egiptul.
După cucerirea Egiptului de către arabi, pe locul vechii cetăți Babilon este construit orașul Cairo. Musulmanii s-au dovedit a fi foarte toleranți cu creștinii lăsândui să-și practice religia în voie și să construiască biserici. În secolul al XI-lea a fost construită Biserica Maicii Domnului, iar în anul 1910 a fost înființat Muzeul Coptic care adăpostește unele dintre cele mai importante modele ale artei coptice.

## Atracții
În prezent, Cairo creștin cuprinde mai multe atracții:
- Biserica Agățată;
- Biserica Sfântul Gheorghe;
- Biserica Maicii Domnului
- Muzeul Coptic;
- Biserica Sfinta Barbara;
- Biserica Sfântul Mina;
- Catedrala Sfântul Marcu etc.